# NGC 5010
NGC 5010 est une galaxie lenticulaire vue par la tranche et située dans la constellation de la Vierge. Sa vitesse par rapport au fond diffus cosmologique est de 3 294 ± 35 km/s, ce qui correspond à une distance de Hubble de 48,6 ± 3,4 Mpc (∼159 millions d'al). NGC 5010 a été découverte par l'astronome britannique John Herschel en 1831.
NGC 5010 présente une large raie HI. De plus, c'est une galaxie lumineuse dans l'infrarouge (LIRG). La luminosité de la galaxie NGC 5010 dans l'infrarouge lointain (de 40 à 400 µm)  est égale à 2,57 × 1011 {\displaystyle L_{\odot }} (1011,41{\displaystyle L_{\odot }}) et sa luminosité totale dans l'infrarouge (de 8 à 1 000 µm) est de 3,16 × 1011 {\displaystyle L_{\odot }} (1011,5{\displaystyle L_{\odot }}).
La rareté des jeunes étoiles bleues qui la composent et l'abondance de vieilles étoiles rouges suggèrent que la galaxie a un certain âge et qu'elle transiterait peu à peu du type spirale au type elliptique,.

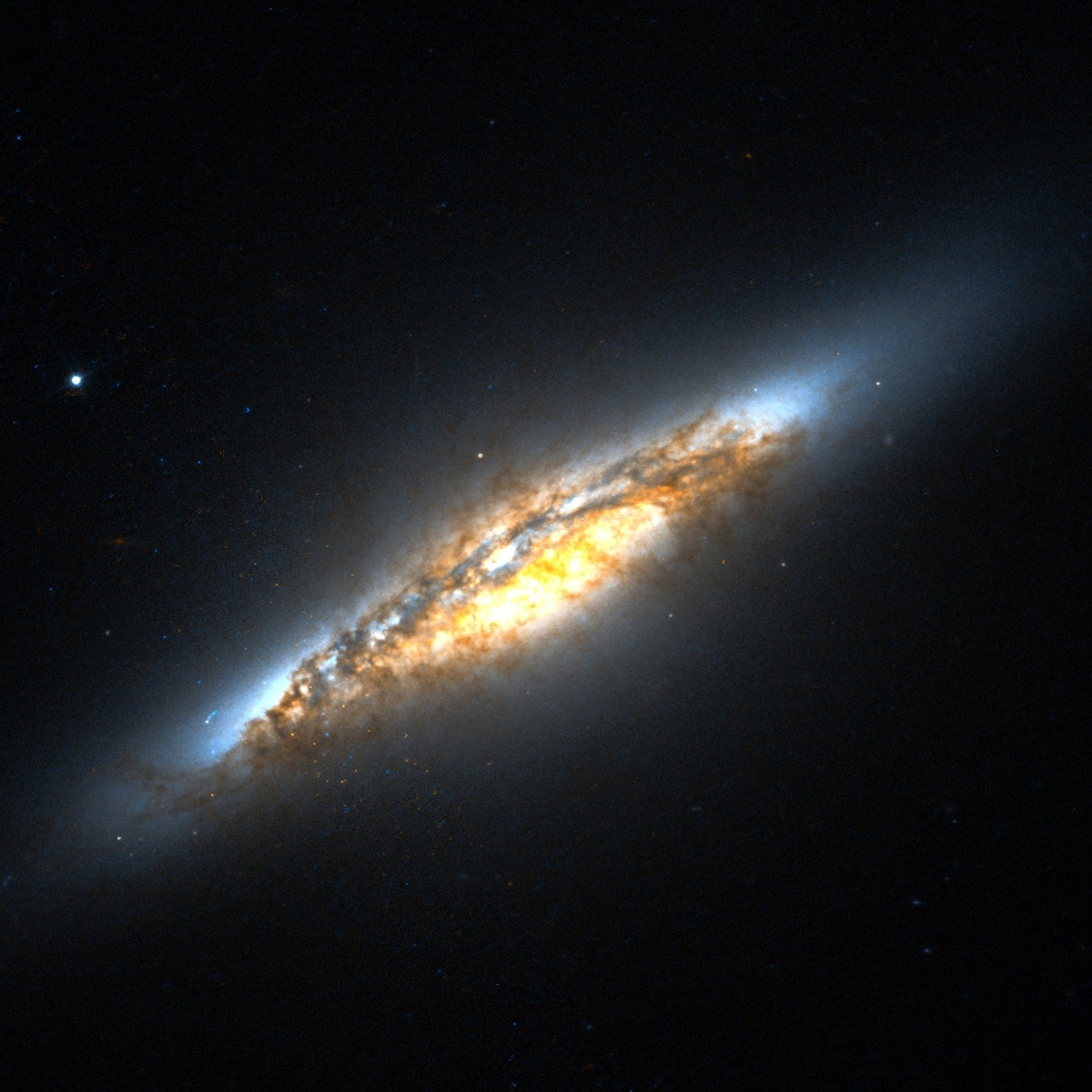
Image de NGC 5010 captée par le télescope spatial Hubble.

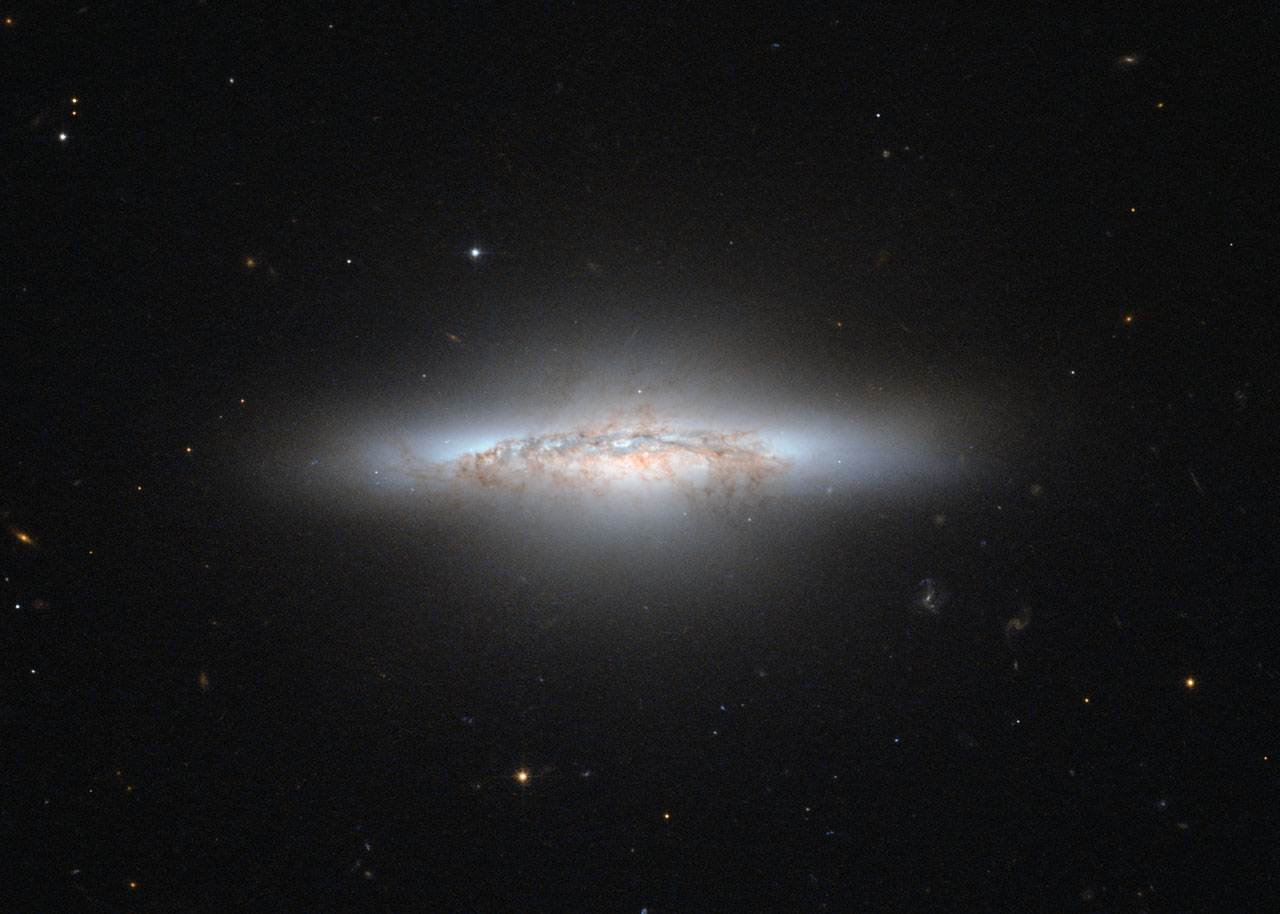
Autre image de NGC 5010 captée par le télescope spatial Hubble.